# Comté de Jefferson (Kansas)
Pour les articles homonymes, voir Jefferson et Comté de Jefferson.
Le comté de Jefferson est l’un des 105 comtés de l’État du Kansas, aux États-Unis. Il a été fondé le 25 août 1855.
Siège : Oskaloosa. Plus grande ville : Valley Falls.

## Géolocalisation
| Comté de Jackson | Comté d’Atchison   |                      |
|                  | Comté de Jefferson | Comté de Leavenworth |
| Comté de Shawnee | Comté de Douglas   |                      |